# آکییوشی اوهاشی
آکییوشی اوهاشی (ژاپنی: 大橋 昭好؛ زادهٔ ۱۱ دسامبر ۱۹۶۲) یک بازیکن فوتبال اهل ژاپن است.
از باشگاه‌هایی که در آن بازی کرده‌است می‌توان به باشگاه فوتبال جوبیلو ایواتا، باشگاه فوتبال ناگویا گرامپوس و باشگاه فوتبال کاشیوا ریسول اشاره کرد.